# لاله شعله آتش
لالهٔ شعلهٔ آتش یا لالهٔ ترکی (نام علمی: Tulipa acuminata) نام یکی از گونه‌های سردهٔ لاله است. وطن اصلی این گیاه در ترکیه است. ارتفاع آن حدود ۴۵ سانتیمتر است. از انواع دیرگل دهندهٔ بهاری است. خود گل ۱۲–۸ سانتیمتر طول دارد و رنگ گلبرگ آن قرمز و زرد است. رنگ برگ آن سبز مایل به خاکستری است. ویژگی آن نازک و کم عرض بودن گلبرگ و پیچ خوردگی لبه‌های گلبرگ آن است. احتمالاً همان لالهٔ استانبول است که گل محبوب عصر لاله به شمار می‌رفت.